# 白天鹅宾馆

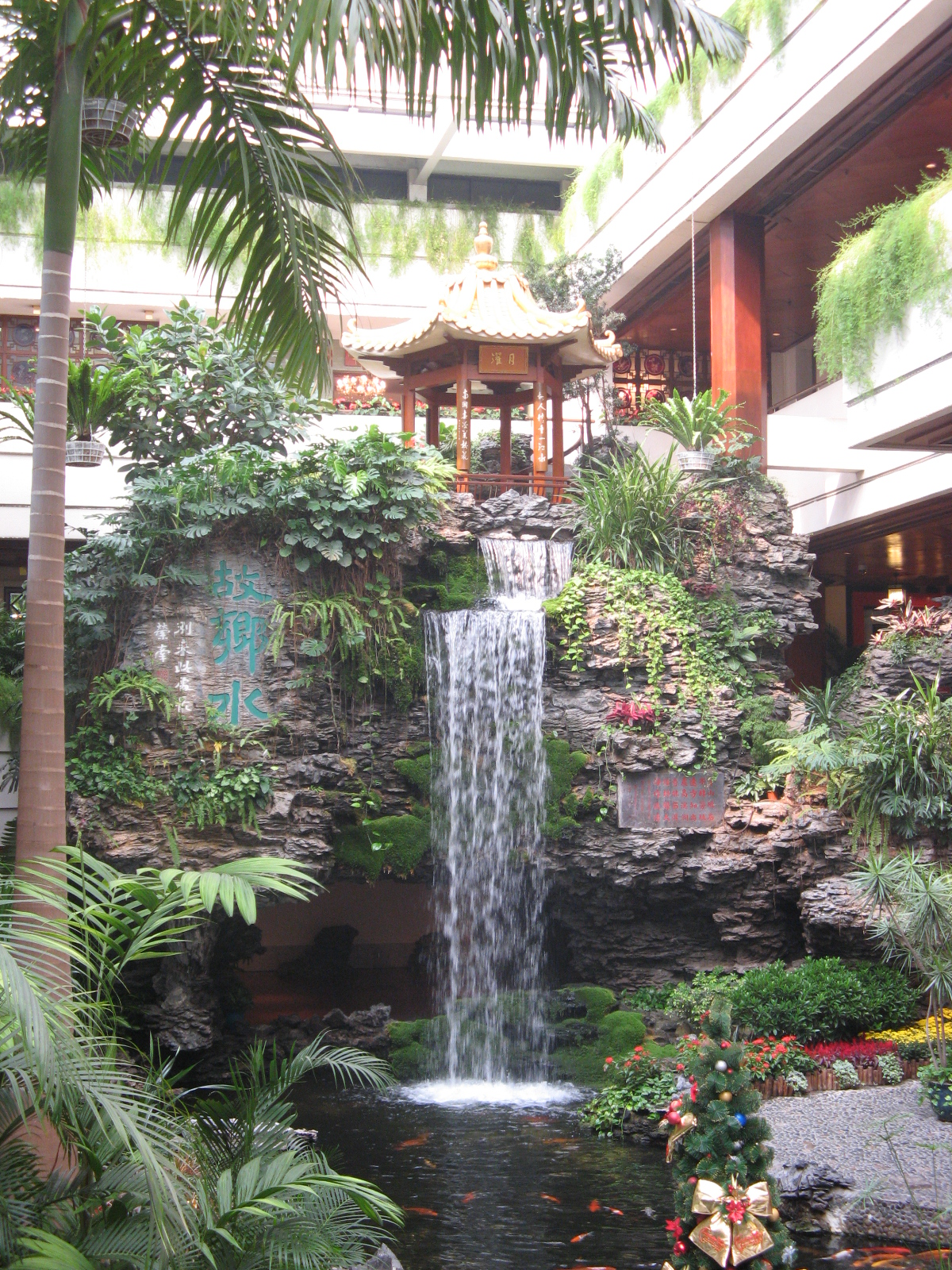
宾馆里的室内园林——故乡水

白天鹅宾馆（英語：White Swan Hotel），是廣州一間由香港企業家霍英東注資興建的五星级宾馆，位處荔灣區沙面島南端、面向白鹅潭，現由广东旅控集团和广晟资产共同持有。其是中國大陸「三個第一」的五星级宾馆，是邓小平在中國大陸改革開放前端時，針對對外接待設施問題提出要新建達到國際水準旅游饭店，而率先在中國大陸建起的旅遊商貿接待設施之一。依據1982年時廣東省政府遞交中央部門批核該酒店建設的相應公文，其所協定為「中方」和霍英東方合作經營該酒店，但「中方」的確實法人代表身份或代表資金投入具體方式，當事人都並未有明確過。白天鹅宾馆建設時正值改革開放的開端，宾馆引入很多嶄新的管理模式，被形容為中國大陸的「國家改革開放的試驗田播下的一顆成功種子」，並為中國大陸宾馆业往後的發展打下堅實的基礎。

## 簡介
其建筑面积達11万平方米，樓高28層，建筑总高度为102.8米（含主体结构高度99.9米，天线高度2.9米）。有843间客房（2015年改为520间），餐厅7个。1985年被世界一流酒店组织接纳为成员。

## 建设背景
1973年，广交会（春季度）在当时广州顶级的东方宾馆举行的闭幕酒会发生了食物中毒事件，约200位宾客及服务人员就医，后调查后发现是由于宾馆落后的卫生设备及不当的管理所致。1975年，一组法国旅行团刚入驻当时广州最高级、用于接待外宾的宾馆，因不满宾馆许久不换的床品、床铺下的蚂蚁窝、7点半就打烊的早餐，将布草扔下楼进行抗议。1979年广交会（春季度）开幕，又发生住宿“爆棚”、客人无房安排的混乱情况，客商对广州当时的接待条件非常不满，可谓怨声载道。在七十年代末，不仅接待一般外商的宾馆不足，广州有能力接待高级贵宾的宾馆，也仅有珠岛宾馆和迎宾馆两家，且设备陈旧。

## 歷史

### 洽談投資
随着1978年夏，国务院成立了“国务院利用侨资、外资建设旅游饭店领导小组”（廖承志领导），廣東也告成立對應的地方機搆，即廣東省旅游工程領導小組。广州成为了响应最为积极的一城——该计划引外资建设并容许外国人经营管理8座五星级宾馆（分布在6个城市），广州占其中3座。在這個夏天，由廣東省中國旅行社經理張貴一率先向霍英東提出了在廣州投資旅游的邀請，是霍最早接到來自中國大陸的邀約。
7月，国家旅游局局长卢绪章在广东各地考察。廖承志邀请香港工商界人士李嘉诚、利铭泽、霍英东、彭国珍等赴京商谈，并受到邓小平接见。廖承志与霍英东恳谈，两天后霍英东决定投资。9月，卢绪章在北京家中与霍英东、彭国珍继续商谈，达成在广州建宾馆的意向。時洽談過程中，盧緒章曾向霍英東提出造價標準為每間房10萬港元，霍就答覆會投資1000到2000個房間。
11月2日“广东省旅游旅馆工程领导小组”成立，广州市副市长（革委会副主任）林西着手选定建馆土地。同期，叶剑英元帅向廖承志、时任新华社香港分社社长王匡及澳门爱国人士柯正平等了解霍英东。
起初，广州方面给霍英东提供了三个选址方案——象岗山、白云宾馆对面、人民北路流花湖畔。霍在考察后，看上了当时沙面岛边的一块滩涂。于他看来，壮阔灵动的水景能让旅居者更心旷神怡，紧邻的沙面能让人更亲近广州的历史积淀，而运用当时香港时兴的填海造地技术，填江为酒店提供地盘。

### 拍板動工
1979年1月23日，《廣州沙面白鵝潭投資興建旅館計划意向書草案》得以簽訂。
1979年1月23日正式签订《白天鹅投资与兴建旅馆计划意向草案》，由广东省旅游局与霍英東旗下的维昌发展有限公司投资兴建，霍英东、彭国珍两位港商分别出资5000万港元和1250万港元，霍英东向中国银行香港分行（中銀香港前身）贷款3631万美元。广州市设计院自行设计。1979年4月经省委领导杨尚昆、习仲勋审查设计。但在其草案中的這份意向書，時透露出合作雙方為趕進度，有很多具體方案未有確實定下，對於未明確的事項是直言「雙方另案再議，盡快議定」。據白天鵝酒店集團副總經理、廣州外商投資企業商會副會長彭樹挺憶述，白天鵝酒店直到開業之時，其營運體制還沒有敲定，「我來白天鵝的時候，沒決定到底是不是與霍先生合資」。
1979年4月5日，白天鵝投資酒店項目最終得到來自中國大陸政府最高決策層的批文，以《國務院利用僑資外資籌建旅游飯店領導小組辦公室關於霍英東在穗建造旅游飯店的請示報告》一文通過了項目的實施條件。但當時雙方達成「合作」意向下留存相當多模糊空間，該項目定性為「共同出力」而與法定意義的「合資」有一定分別，這個一方面是基於時中國大陸方並未有為項目提供資金，在官方文件的批复中直言：
考慮到國家目前尚不能很快地撥出建造飯店的人民幣貸款和建筑物資，為了早日促使該飯店建成，此項工程的全部資金可以由霍等籌集，國家不另撥出款項和物資。
根據白天鵝酒店公共關係部所保存的霍英東關於當時中國大陸方拒絕霍捐贈賓館的記述，時任中國共產黨廣東省委第一書記習仲勛、廣東省長劉田夫、廣州市革命委員會主任楊尚昆等都不想將項目性質訂成「捐贈」形式，認為霍一來就帶頭捐贈的話，外界會以為中國共產黨搞的開放是為了「要錢」，會不利於往後外界對中國大陸投資，所以時中國大陸當局都是堅持項目屬於「合作」或「合資」性質。
1979年4月11日，国家旅游总局局长卢绪章与香港维昌公司霍英东、彭国珍签订在广州兴建鹅潭宾馆（后改名为白天鹅宾馆）协议。1979年7月12日，国家计划委员会下达批准通知书，广东省旅游局副局长陈斌（甲方）与香港维昌公司霍英东（乙方）签订偿还合同，决定合作期限为15年，乙方总收益不少于4000万美元，如果不足，可延长（11年内达不到乙方所获收益4000万美元时）。甲方自宾馆营业日起4年内，用宾馆利润偿还银行贷款；乙方从宾馆开业后第五年起分享宾馆利润。利润（如有）按中国税法规定缴纳所得税并摊还宾馆管理部门的货款后，甲方可分利润75%，乙方可分利润35%。宾馆折旧期限，按合同期15年折算；折旧费头4年归甲方所有，第5年至15年按甲方所占比例股份分成。1979年7月19日动工。1979年12月中国人民银行批准外汇3631万美元作为白天鹅宾馆建设投资。

### 籌備開業之後
1982年7月7日，廣東省政府向中央主管部門報請批准《廣州白天鵝賓館、香港維昌發展有限公司合作經營白天鵝賓館協議書》，從北京獲得批文回覆後，正式確定酒店以 「合作經營」模式營運。
1982年9月16日，省旅游局副局长、白天鹅宾馆首任总经理朱一明与霍英东签订1982年10月5日至1997年10月5日《合作经营白天鹅宾馆协议书》。1983年2月6日开业。时任广东省副省长梁威林担任白天鹅宾馆首任董事长，时任广东省旅游局副局长朱一明兼任首任总经理。
1989年2月7日農曆年初二，香港無綫電視和廣東電視台在白天鵝賓館及天河體育館共同直播羊城賀歲萬家歡十週年慶典， 並慶祝白天鵝賓館開業六週年慶典及舉行盛大慶祝酒會. 並且邀請鄺美雲、李美鳳、陳秀珠、盧大偉（無綫電視）、王怡斐及鍾新寧（广东电视台）擔任嘉賓及司儀。1990年，白天鹅宾馆被评为中国大陆首批五星级宾馆之一。
1997～1998年間，廣東省政府方面考慮是否和霍延長合作時間期間，廣東省旅游局向省政府提出所謂「合作中的中方權益」的問題，另外，時廣東省審計會同省旅游局提出所謂「國有資產損失」問題，指白天鵝賓館建設之初有3,631萬美元的銀行貸款，未有存入合作企業資本賬，致以有損中國大陸方面的投資權益。時白天鵝賓館董事長、原廣東省副省長梁威林面對有關指控立即做出澄清回應，指白天鵝酒店是按照中央政府部門有關批示中「國家不另撥投資的精神，以合作企業的名義，向中國銀行貸款了3631萬美元。」；而時兩個機關一致態度是想將這些賬目從「長期銀行借款」的會計科目調為「實收資本——中方」，理由是這批貸款為旅游局向銀行做的擔保，所以應成為「中方投資」。基於合作方法定身份不明的有關問題，在纏繞一年多後，廣東省政府方面於1999年7月30日定論，白天鵝賓館的「中方」代表歸廣東省國有資產管理局管理，並與廣東省旅游局和廣東省旅游集團公司就此截斷關係。
2010年入选广州市登记保护文物单位，但由于建成时间偏短，过于年轻而引发争议。 
从2011年9月开始进行房间升级改造，2012年3月全面停业整修，2015年7月15日重新营业，客房数由原来的843间调整为520间，客房面积也相应增大，餐饮及宴会空间从13个调整为7个，大厅“故乡水”瀑布景观得以保留，并设计成水幕空调系统。此前，白天鹅酒店集团已于2014年1月与广东省旅游集团、省中旅集团重组成为广东省旅游控股集团。
2022年9月29日，由广州市荔湾区文化广电旅游体育局公布为第四批荔湾区登记保护文物单位。

## 文創形象
由於酒店是广州市的地标之一，故经常出现在不同的影视作品中。其中包括《似水流年》、《省港旗兵4》、 1989羊城賀歲萬家歡十周年。